# Usamaru Furuya
Pour les articles homonymes, voir Furuya.
Usamaru Furuya (古屋 兎丸, Furuya Usamaru) est un auteur de bande dessinée japonaise né le 25 janvier 1968 à Tokyo, au Japon.

## Biographie
Usamaru Furuya annonce son souhait de devenir mangaka dès l'âge de huit ans. Il est notamment influencé par Osamu Tezuka et les mangas de Kazuo Umezu tels que Makoto-chan. Jusqu'à ses seize ans, il produit des mangas amateurs. C'est aussi à cette période qu'il assiste à ses premières représentations de la troupe de théâtre Tōkyō Grand Guignol qui le marqueront durablement et l'intéresseront à la culture underground. Il va notamment se passionner pour les œuvres de Suehiro Maruo qu'il découvre par le biais d'une publicité celui-ci a réalisée pour Tōkyō Grand Guignol. Il entre ensuite à l'Université des beaux-arts Tama où il se spécialise dans la peinture à l'huile et consacre du temps à la sculpture, à la danse butō. Il pratique aussi le théâtre et aspire à rejoindre la troupe Tōkyō Grand Guignol qui avait toutefois été dissoute entre-temps.
Après avoir obtenu son diplôme à l'Université des beaux-arts Tama à vingt-quatre ans, Usamaru Furuya reprend son activité de dessinateur en parallèle d'un poste d'enseignant en arts plastiques. Ne se sentant pas capable de fournir un « contenu adapté aux standards des publications mainstream », il démarche la revue avant-gardiste Garo qui publie six mois plus tard ses premières œuvres, brassant les techniques et les genres. Comme il ne maîtrise pas encore les techniques de découpage et de narration du manga, il choisit le format yonkoma, dont ceux parus entre septembre 1994 et mai 1996 sont rassemblés en un volume relié publié par l'éditeur Seirindō en juillet 1996 sous le titre Palepoli. Il poursuit ce registre expérimental en 2000 avec Plastic Girl, un manga publié dans le magazine culturel japonais Studio Voice dans lequel il utilise des supports tels que le bois, le vitrail ou la pierre.
En 2002, à la suite d'une demande de son ami Sion Sono pour promouvoir la sortie de son film Suicide Club, il adapte librement l'œuvre sous le titre Suicide Circle. 
Furuya se lance ensuite dans un projet d'adaptation de la pièce de théâtre Litchi Hikari Club jouée par Tōkyō Grand Guignol qu'il avait vue dans son adolescence. Son manga au même titre est ainsi prépublié dans le magazine Manga Erotics F entre 2005 et 2006,.
Entre 2013 et 2016, le manga Je voudrais être tué par une lycéenne, racontant le fantasme d'autassassinophilie d'un professeur, est prépublié dans le Go Go Bunch.
Entre janvier 2017 et le 21 août 2020, la série Amane Gymnasium est prépubliée dans le magazine Monthly Morning Two,.
En août 2020, le manga Lunatic Circus commence sa parution dans le Monthly Comic @Bunch.

## Œuvre
- Palepoli, 1996 (Éditions IMHO, 2012)
- Short Cuts (ショートカッツ?), 1998
- Garden, 2000
- Wsamarus 2001, 2000
- La Musique de Marie (Marieの奏でる音楽, Marie no kanaderu ongaku?), 2000 (T. 1 et 2, Éditions Casterman, 2004-2005 et Intégrale, Éditions IMHO, 2024)
- Le Cercle du Suicide (自殺サークル, Jisatsu sākuru?), 2002 (Éditions Casterman, 2005)
- π (パイ?), 2003
- Donki Kōrin (鈍器降臨?), 2004
- Happiness (ハピネス, Hapinesu?), 2006
- Litchi Hikari Club (ライチ☆光クラブ, Lychee☆Hikari Club?), 2006 (Éditions IMHO, 2011)
- Tôkyô Magnitude 8 (彼女を守る51の方法, Kanojo wo Mamoru 51 no Hōhō?), 2006 (T. 1 à 5, Panini, 2009 à 2010)
- L'Âge de déraison (少年少女漂流記, Shōnen Shōjo Hyōryōki?), 2007 (Éditions Casterman, 2010)
- Innosen Shōnen Jūjigun (インノサン少年十字軍?), 2008
- Nattō Samurai Mame Tarō de Gozaru (納豆侍まめ太郎でござる?), 2008
- Genkaku Picasso (幻覚ピカソ?), 2009 (T. 1 à 3, Tonkam, 2011-2012)
- Je ne suis pas un homme (人間失格, Ningen Shikkaku?), 2009 (T. 1 et 2, Tonkam, 2011)
- Le Tour du monde en bande dessinée vol.1 (collectif), Delcourt, 2009
- Zutto Issho (ずっといっしょ?), 2010
- Notre Hikari Club (ぼくらの☆ひかりクラブ, Bokura no Hikari Club?), 2011 (Éditions IMHO, 2017)
- Teiichi no Kuni (帝一の國?), 2011
- Je voudrais être tué par une lycéenne (女子高生に殺されたい, Joshi Kōsei ni Korosaretai?), 2013 (T. 1 et 2, Delcourt, 2017)
- Shōnen Tachi no Iru Tokoro (少年たちのいるところ?), 2016
- Amane Gymnasium (アマネ†ギムナジウム?), 2017-2020
- Lunatic Circus (ルナティックサーカス?), 2020